# Kristína Michaláková
Kristína Michaláková (* 30. Mai 1985) ist eine ehemalige slowakische Tennisspielerin.

## Karriere
Im Alter von sieben Jahren begann Kristína Michaláková mit dem Tennis und debütierte 2001 beim ITF-$10.000-Turnier im slowakischen Nitra auf dem ITF Women’s Circuit. Vom Turnierveranstalter erhielt die damals 15-Jährige eine Wildcard für die Qualifikation und schied dort bereits in der ersten Runde gegen die Österreicherin Tina Schiechtl. Trotzdem durfte sie mit Katarína Kachlíková am Doppelwettbewerb teilnehmen und die beiden spielten sich ins Finale. Dort unterlagen sie dann in zwei Sätzen einen tschechischen Doppel. Im Einzel hatte sie ihren erste Teilnahme am Hauptfeld im selben Jahr durch eine Wildcard beim ITF-$10.000-Turnier im slowakischen Stupava und schied dort in der ersten Runde gegen die Tschechin Gabriela Chmelinová aus. Zwei Jahre später nahm sie am sechsten ITF-$10.000-Turnier in der ägyptischen Hauptstadt Kairo teil und spielte sich dort bis ins Finale. Dort konnte sie durch einen Drei-Satz-Sieg gegen die Ukrainerin Olena Antypina ihren ersten Titel gewinnen.
Im Jahr 2005 nahm sie mit der Ukrainerin Tetjana Luschanska am IRF-$25.000-Turnier in der US-amerikanischen Stadt Pelham teil. Zusammen spielten sich die beiden ins Doppelfinale und gewannen dort durch einen Zwei-Satz-Sieg gegen ein US-amerikanisches Duo den Titel. Nachdem Kristína Michaláková in der Saison 2007 kein Turnier auf dem ITF Women’s Circuit absolviert hatte, nahm sie im darauffolgenden Jahr am ITF-$10.000-Turnier in der ungarischen Hauptstadt Budapest teil, wo sie in der ersten Runde der Qualifikation einer Ukrainerin unterlag. Danach beendete sie ihre Karriere auf der Tour.

## Erfolge

### Einzel
| Nr. | Datum             | Turnier | Kategorie   | Belag | Finalgegnerin  | Ergebnis       |
| --- | ----------------- | ------- | ----------- | ----- | -------------- | -------------- |
| 1.  | 21. Dezember 2003 | Kairo   | ITF $10.000 | Sand  | Olena Antypina | 6:2, 63:7, 6:0 |

### Doppel
| Nr. | Datum           | Turnier | Kategorie   | Belag | Partnerin          | Finalgegnerinnen                     | Ergebnis  |
| --- | --------------- | ------- | ----------- | ----- | ------------------ | ------------------------------------ | --------- |
| 3.  | 2. Oktober 2005 | Pelham  | ITF $25.000 | Sand  | Tetjana Luschanska | Raquel Kops-Jones Kristen Schlukebir | 7:62, 6:4 |